# Тигран Великий (роман)
«Тигран Великий» (арм. Տիգրան Մեծ) — исторический роман армянского писателя Айка Хачатряна
Первая книга романа вышла в свет в 1967 году, а в 1972 году был выпущен весь роман целиком.

## Сюжет
Роман является художественным отображением I века до н. э., когда стремившийся к господству в Малой Азии Рим столкнулся с сопротивлением Армении, Понта и Парфии, которые боролись не только за суверенитет своих стран, но и временами становились настолько могущественными, что сами могли претендовать на главенствующую роль в Азии.
В этом списке Армения при царе Тигране Великом стала самой могущественной державой в Малой Азии. У парфянских царей Тигран Великий отобрал титул «царя царей», а Митридат Понтийский для привлечения Тиграна на свою сторону выдал свою любимую дочь Клеопатру за армянского царя. В отличие от Митридата Евпатора, который вёл бесчисленные и разорительный войны с Римом, приведшие к исчезновению Понтийского царства, Тигран Великий, благодаря своей мудрой политике, смог заключить союзнический договор с Римом о дружбе, что позволило Армении на протяжении многих лет сохранять целостность и процветание армянского государства.
Роман «Тигран Великий» повествует об этом периоде, когда армянский народ во главе со своим царём Тиграном Великим переживал пору наивысшего подъёма своих сил.